# Ubiel
Ubiel (biał. Убель) – wyludniona wieś na Białorusi, nad Wołmą, w obwodzie mińskim, w rejonie czerwieńskim. Dawniej część klucza Śmiłowicze – dobra Sapiehów, Zawiszów, Ogińskich, Moniuszków i Wańkowiczów.
5 maja 1819 roku w Ubielu urodził się Stanisław Moniuszko. W sąsiadującym posiołku Aziorny znajduje się Muzeum Stanisława Moniuszki.

## Historia
Od końca XVIII wieku cały klucz Śmiłowszczyzna stał się własnością sędziego wojskowego Wielkiego Księstwa Litewskiego Stanisława Moniuszki i Ewy Wojniłowiczówny, którzy ufundowali tu kaplicę. Ich synem był Czesław Moniuszko, który ze związku z Elżbietą Madżarską miał syna, późniejszego kompozytora. Ubiel po Moniuszkach była własnością Dzikowskich, a po nich Oziębłowskich. Po Rewolucji październikowej w miejscu folwarku powstało gospodarstwo rybne (rybchoz). Latem 1966 roku w miejscu nieistniejącego dworku, w którym urodził się Stanisław Moniuszko, ustanowiono staraniem Mariana Fuksa obelisk pamiątkowy z napisem w językach polskim i rosyjskim: "Tu w folwarku Ubiel 5 maja 1819 roku urodził się wielki kompozytor polski Stanisław Moniuszko".